# Relaciones España-Polonia
Las relaciones España-Polonia son las relaciones bilaterales entre la República de Polonia y el Reino de España. Debido a sus vínculos histórico-culturales, ambos países mantienen relaciones muy cercanas. Estados miembros de la Unión Europea (UE), ambos forman parte del espacio Schengen. Son también miembros del G6 y de la OTAN.

## Relaciones históricas
El primer contacto entre los reinos de España y Polonia viene desde la Baja Edad Media, donde los comerciantes, viajeros y sacerdotes (Jesuitas) recorrían entre ambos países. En el siglo XVI, los primeros diplomáticos polacos en España incluyen a Johannes Dantiscus y Piotr Dunin-Wolski.
Mientras que las formas de gobierno españolas y polacas evolucionaron en diferentes direcciones, la diplomacia de ambos países era más favorable a apoyarse que a lo contrario. España fue el único país en expresar una protesta por la Primera partición de Polonia, y en 1795, siguiendo el final de la Tercera partición de Polonia, el diplomático español Don Domingo de Iriarte fue uno de los últimos diplomáticos extranjeros a dejar vacante su puesto en Varsovia.
Durante la guerra de la Independencia Española (1809-1814) en España, un número de soldados polacos lucharon en el lado de Napoleón Bonaparte. La legión de la Vístula se hizo famosa en la batalla de Zaragoza. El regimiento polaco Chevau-Léger se distinguió en la batalla de Somosierra en 1808.
En el siglo XX, un número de polacos participaron en la guerra civil española en el lado republicano, la unidad más famosa fue el Batallón Dabrowski.
En 1919, Polonia y España establecieron relaciones diplomáticas en las secuelas de la Primera Guerra Mundial. Tras la Segunda Guerra Mundial, se establecieron relaciones diplomáticas completas desde 1977, ya que el gobierno de la República Popular de Polonia se negó a reconocer al gobierno falangista del general Francisco Franco.

## Relaciones actuales
Después del Otoño de las Naciones y la formación de un nuevo gobierno no comunista en Polonia, ambos países firmaron un Tratado de Amistad y Cooperación en 1992. En 1998, ambos países firmaron una Declaración Común Hispano-Polaca. Desde 2003, las conferencias bilaterales irregulares entre los primeros ministros de ambos países se llevan a cabo; a partir de 2012 han tenido lugar ocho de tales reuniones.
Ambos países son miembros de la Unión Europea (UE) y sus relaciones han sido a menudo descritas como muy buenas y estrechas, sobre todo en el contexto de la política interna de la UE.
En 2012, la emigración polaca a España rondaba los 130.000—150.000 personas.

## Relaciones culturales

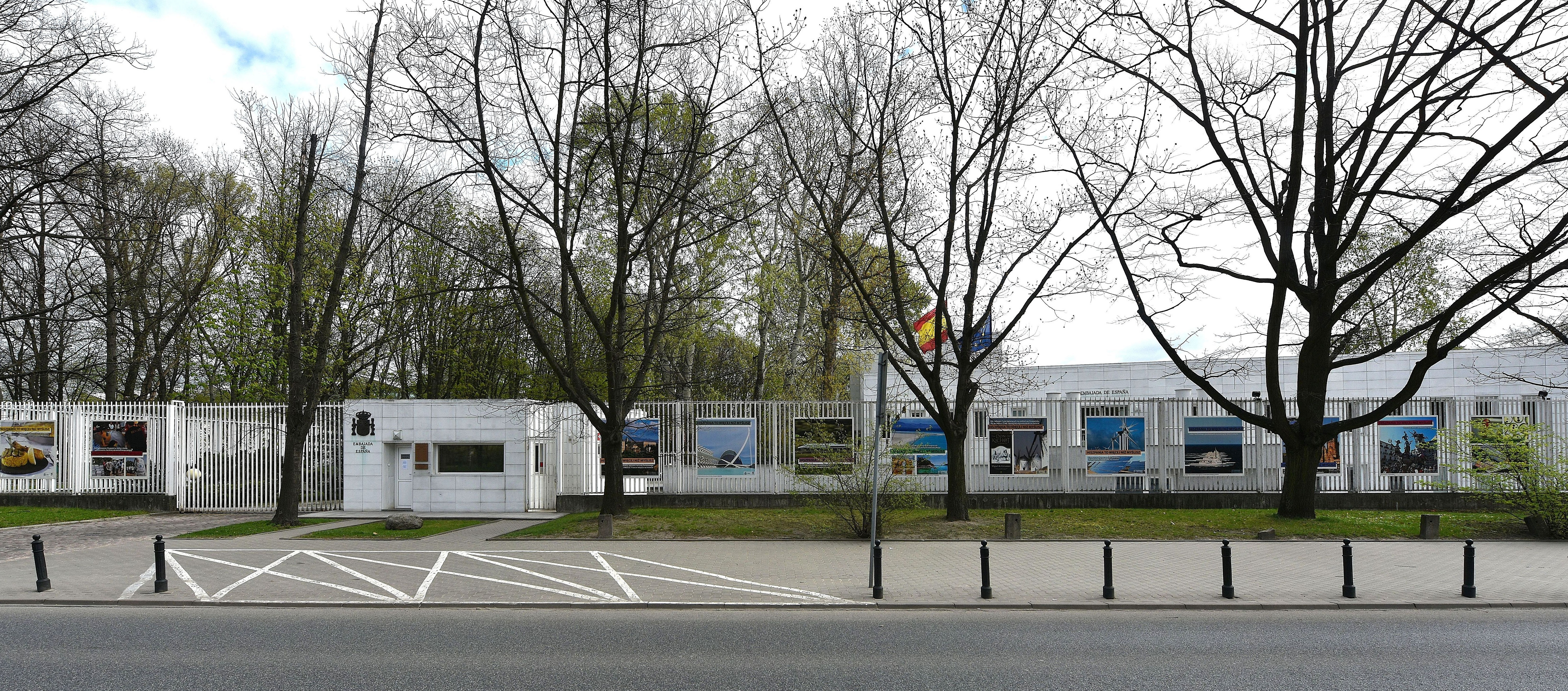
Embajada de España en Varsovia.

Ciertos vínculos culturales entre Polonia y España pueden explicarse por el hecho de que Polonia y España tuvieron el mayor porcentaje de pequeña nobleza en Europa (hidalgos, szlachta), que alentó a los vínculos entre élites de educación, y las referencias mutuas. Aún más importante, los dos países también comparten una fuerte historia católica, en la luchas contra los musulmanes (Antemurale Christianitatis y Reconquista).
España tenía una influencia significativa en la cultura polaca, sobre todo la literatura. Los trabajos españoles han sido traducidos al idioma polaco, España era un entorno de algunas obras polacas famosas como El manuscrito encontrado en Zaragoza, y la gran influencia de figuras literarias polacas, tales como Juliusz Slowacki.
En el siglo XXI ambos gobiernos promovieron la cultura del otro en su país, con el Año de Polonia en España en 2002 y el Año Español en Polonia en 2003. España es un destino turístico muy popular para los polacos, con alrededor de medio millón de polacos que visitan España cada año. El español es una lengua extranjera popular aprendida en Polonia.
El interés de los polacos por la literatura española fue prácticamente insignificante hasta el acontecimiento de las guerras napoleónicas. No obstante, dicha atracción comenzó a ser intensificada sobre todo a partir de la década de 1940, aunque antes de este período ya se habían producido copiosas traducciones y ediciones del español a la lengua polaca.
En primer lugar, cabe destacar la traducción que se ha hecho del gran Miguel de Cervantes. Así, subrayamos la traducción de El Quijote directamente del francés (versión de Filleau de Saint-Martin, probablemente) por el conde Franciszek Podoski entre 1781 y 1786. Así, desde este periodo se inicia en Polonia la recepción de la obra de Cervantes y de la prosa profana española en general. La siguiente obra cervantina que se tradujo al polaco fue La Galatea, obra del conocido Florian en 1783, directamente del francés. No obstante, es importante aludir a que Florian hizo numerosos cambios respecto a la obra original, por ejemplo: redujo los 6 tomos a 3 o sustituyó poesías cervantinas por las suyas propias, modificó en ocasiones el transcurso de la acción, intentó incrementar la verosimilitud, etc. Al año siguiente, simultáneamente, aparecieron dos ediciones de la misma; una en Ginebra y otra en Bruselas. Y, fue a través de la traducción de Florian al polaco, que Cervantes siguió atrayendo a los editores polacos, ya que en 1790 apareció, bajo el título de Leokadya una anónima versión polaca de una de las Novelas ejemplares: La fuerza de la sangre, adaptada por el autor francés, Florian. También fueron traducidas al polaco otras obras cervantinas tales como La novela del curioso impertinente o El licenciado Vidriera.
Otro autor clásico que ha sido traducido al polaco a lo largo de la historia ha sido Miguel de Unamuno. De este modo, en 1975 aparecieron Paz en la guerra y Amor y pedagogía; tres años después, en 1978, se publicó la edición polaca de La tía tula;  posteriormente, apareció Niebla; en 1984, Del sentimiento trágico de la vida, y un año después San Manuel Bueno Mártir. Así, ya en 1997 habían sido traducidas al polaco prácticamente todas las novelas unamunianas y algunos poemas sueltos. Cabe destacar también la traducción y edición de los ensayos “La Agonía del cristianismo”,  la “Vida de Don Quijote y Sancho” y “En torno al casticismo”.
También fueron apreciados y traducidos a la lengua polaca otros autores de la talla de Rafael Alberti, Antonio Machado, Federico García Lorca y Miguel Hernández. Estos sobre todo fueron tratados por los estudiosos polacos durante la guerra civil española, ya que eran autores vinculados con la izquierda y por tanto bien vistos por el régimen de Polonia.
Por último, más adelante (entre 1950-1957), destacan otros autores que también fueron de gran interés para los polacos como Benito Pérez Galdós, Juan Ramón Jiménez, Mariano José de Larra o Bartolomé de las Casas, y un autor español contemporáneo, Juan Goytisolo.

## Relaciones económicas
A finales de 2011, las relaciones comerciales bilaterales entre ambos países ascendieron a 6,15 millones de euros. España es el undécimo mayor inversor extranjero en Polonia, con un valor de inversión de 4 mil millones de euros.

## Misiones diplomáticas
- España tiene una embajada en Varsovia.[17]
- Polonia tiene una embajada en Madrid y un consulado-general en Barcelona.[18]

## Lecturas externas
- Gabriela Makowiecka, Po drogach polsko-hiszpańskich, Wydawnictwo Literackie, Kraków, 1984